# Beyza Türkoğlu
Beyza İrem Türkoğlu (født d. 4. februar 1997 i Altındağ, Tyrkiet) er en tyrkisk håndboldspiller der spiller for Team Esbjerg som venstre fløj i Damehåndboldligaen og Tyrkiets kvindehåndboldlandshold. Hun har tidligere spillet for de tyrkiske topklubber Yenimahalle Bld. SK  og Kastamonu Belediyesi GSK i den tyrkiske superliga.
Den 27. maj 2021 skrev hun under på en 1-årig kontrakt med den danske topklub Team Esbjerg, efter to år i Kastamonu Belediyesi GSK. Stor succes i klubben medvirkede til at hun i december samme år forlængede med klubben, frem til sommeren 2024.

## Meritter
- Tyrkiske Superliga:
  - Vinder: 2015, 2016
  - Sølv: 2014